# Refugio Virgen de las Nieves
El refugio Virgen de las Nieves es un refugio antártico de Argentina ubicado en la barrera de hielo Filchner en la Costa Confín a 150 kilómetros al sur de la Base Belgrano I. Fue inaugurado por el Ejército Argentino el 2 de diciembre de 1958 bajo dependencia de la base Belgrano II.
El refugio fue instalado en la campaña antártica de 1958-1959 por el teniente coronel Jorge De Marzi y por el mayor Pedro Arcondo. En su momento fue el refugio antártico más austral de Argentina. Más al sur se encuentra el refugio Santa Bárbara y la desaparecida base Sobral. El nombre del refugio hace referencia a Nuestra Señora de las Nieves.
Consiste de una construcción de madera con un almacén con capacidad para almacenar provisiones para seis personas durante tres meses.